# Stephen López
Stephen López (sinh ngày 24 tháng 9 năm 1980) là một cầu thủ bóng đá người Belize thi đấu ở vị trí thủ môn cho Suga Boys Juventus.